# 숀 피너
숀 피너(Shaun Pinner, 1974년-)는 영국 육군의 전직 군인으로, 2018년 계약 전투원으로 우크라이나군에 입대하여 러시아의 우크라이나 침공 동안 싸웠다. 마리우폴 포위전 중 그는 자칭 국가인 도네츠크 인민공화국의 대법원에서 보여주기 재판을 통해 사형을 선고받았으나, 2022년 9월 포로 교환으로 석방되었다. 2022년 12월 그는 우크라이나 대통령 볼로디미르 젤렌스키의 법령에 따라 "우크라이나의 방어와 주권을 위한 헌신적인 행동"으로 국가 '3급 용기 훈장'을 받았다.

## 생애
우크라이나 해병대원이었던 피너는 법적으로 제네바 협약에 따라 포로로서 보호받는 사람이었다. 그러나 러시아 국영 언론은 그를 용병으로 묘사했다. 또 다른 영국 시민인 에이든 애슬린과 모로코인 사둔 브라힘은 같은 재판에서 동일한 판결을 받았다. 영국 외무장관 리즈 트러스는 "그들에게 내려진 판결은 제네바 협약에 대한 지독한 위반이다"라고 트윗했다. 변호사는 용병 지위에 대한 기존 주장이 왜 고려되지 않았는지에 대한 설명을 요구하지 않고 단순히 "내 의뢰인의 유죄는 완전히 입증되었다"고 말했다.
저는 우크라이나인과 결혼했습니다. 저는 여기 있을 모든 권리가 있습니다 (...) 이곳에 통합되는 데 오랜 시간이 걸렸기 때문에 사람들은 제가 전쟁 관광객이나 전쟁 중독자가 아니라는 것을 압니다.
피너는 가족에 의해 영국 육군 내에서 존경받는 군인으로 묘사되었으며, 그곳에서 Royal Anglian Regiment에서 복무했다. 그는 9년 동안 이 연대에서 흠잡을 데 없는 기록을 가지고 있었다. 그는 또한 중동에서 ISIS에 맞서 싸우기 위해 자원했고 유엔 보스니아 헤르체고비나 임무단에서 복무했다.
은퇴 후, 피너는 하트퍼드셔주의 왓퍼드에서 약 16시간 동안 일하며 폐기물 관리자로 잠시 고용되었다. 피너는 2018년 우크라이나군에 입대하기 전 우크라이나인 아내와 함께 우크라이나로 이주했다. 경험 많은 군인이었던 피너는 우크라이나에서 분대장으로 임명되었다.
붙잡힐 당시, 그는 2022년 후반에 3년 군사 계약을 완료할 예정이었고 인도주의적 역할을 희망하고 있었다. 피너는 지난 4년 동안 우크라이나를 자신의 입양 국가로 생각하며 마리우폴을 자신의 고향이라고 불렀다.
2022년 6월 29일, 피너는 자신의 사형 선고에 대해 종신형으로 변경해달라고 항소했다. 이 항소는 2주 이내에 검토될 예정이었다. 만약 기각되면 피너는 변호사에 따르면 도네츠크 인민공화국 수장에게 사면을 요청할 것이었다. 하루 뒤 유럽인권법원은 러시아에게 피너와 동료 수감자 에이든 애슬린에게 사형이 집행되지 않도록 보장하라고 통보했다. 그러나 러시아는 ECHR의 처방을 더 이상 따르지 않을 것이라고 말했고, 비록 러시아가 2022년 9월에야 공식적으로 법원에서 탈퇴했음에도 불구하고 말이다.
피너는 2022년 9월 포로 교환으로 석방되었다.

## 같이 보기
- 러시아의 우크라이나 정보전
- 에이든 애슬린
- 브라힘 사아둔